# یواس‌اس کارولیتا (پی‌وای‌سی-۳۸)
یواس‌اس کارولیتا (پی‌وای‌سی-۳۸) (به انگلیسی: USS Carolita (PYC-38)) یک کشتی بود که طول آن ۱۳۳ فوت ۵ اینچ (۴۰٫۶۷ متر) بود. این کشتی در سال ۱۹۲۳ ساخته شد.